# Willi Bartels (Unternehmer)

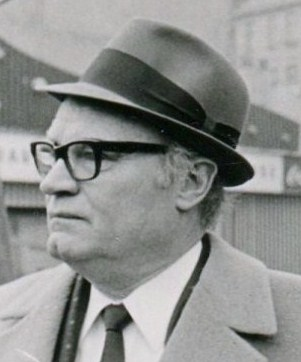
Willi Bartels

Wilhelm Bartels (* 13. Dezember 1914 in Harlingerode; † 5. November 2007 in Hamburg), auch unter dem Namen Willi Bartels bekannt, war ein deutscher Unternehmer. Er hat sich vor allem als Immobilienbesitzer in Hamburg – speziell auf St. Pauli – einen Namen gemacht. Da Bartels zahlreiche Grundstücke auf dem Hamburger Kiez gehörten, wurde er oft als „König von St. Pauli“ bezeichnet.

## Leben und Wirken

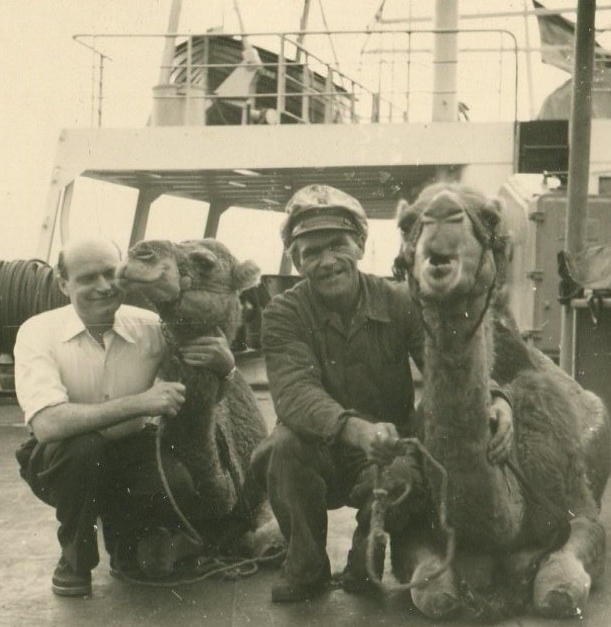
1953 holte Bartels Kamele aus Afrika für sein Hippodrom

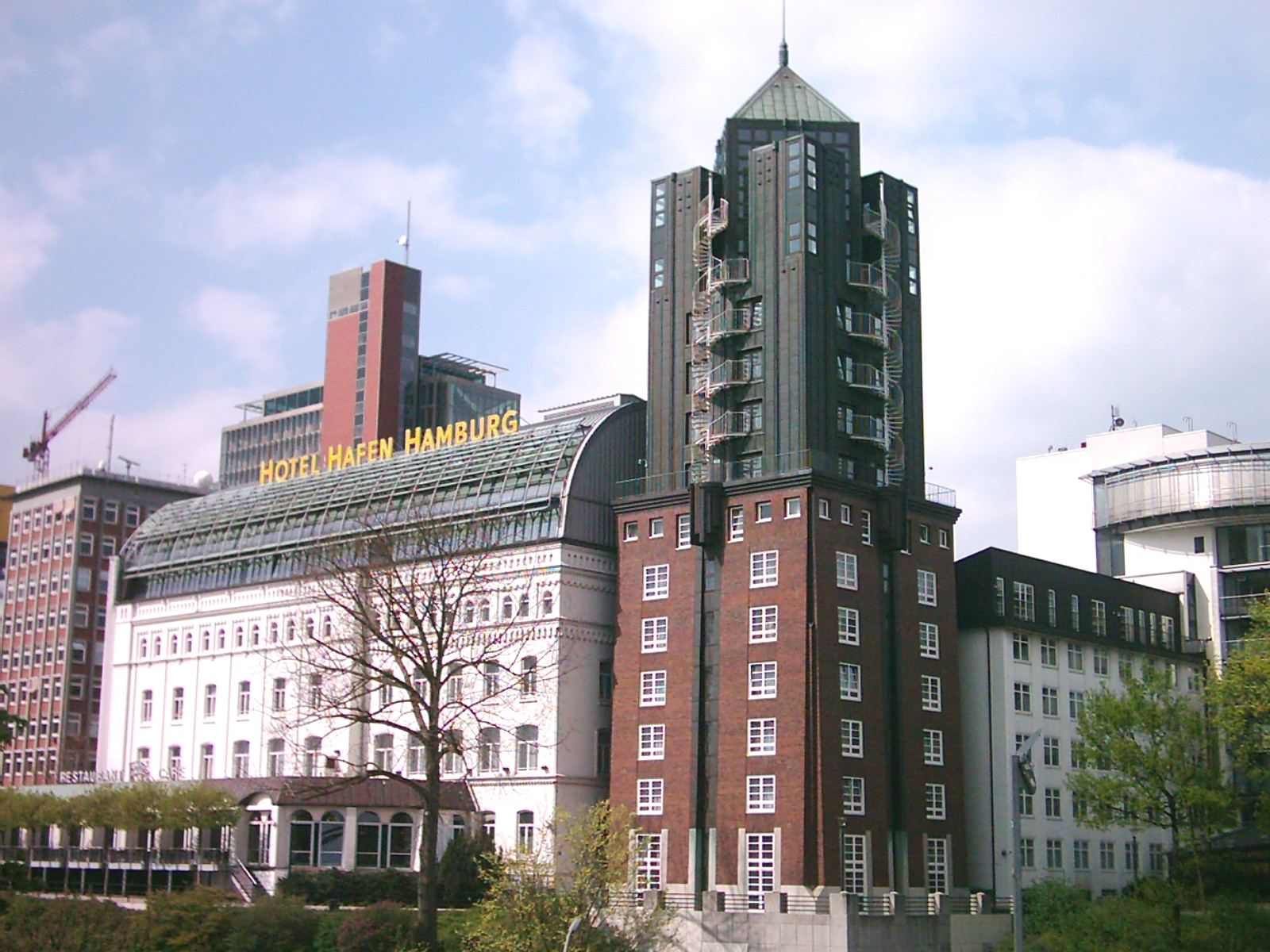
Hotel Hafen Hamburg

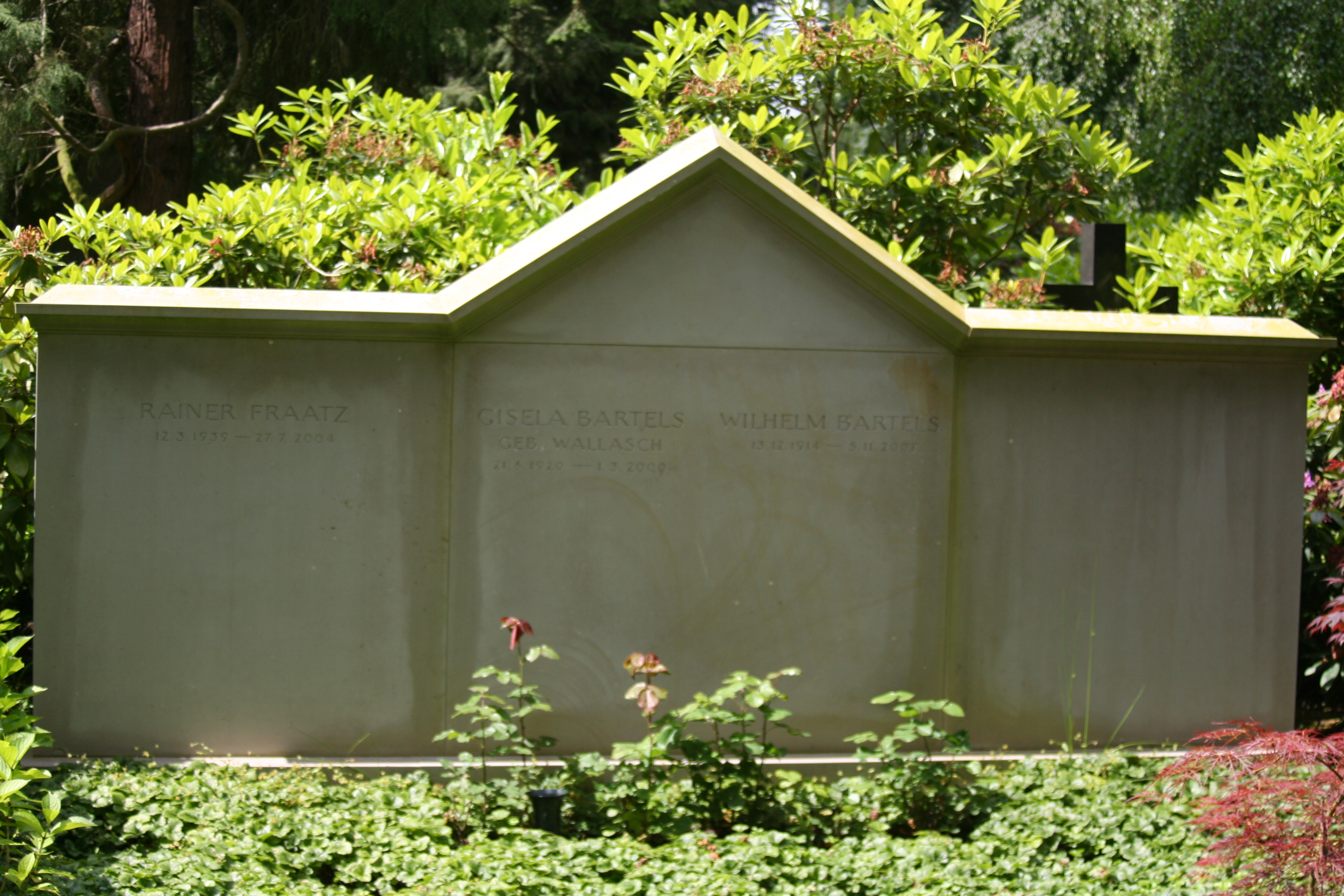
Grab von Willi Bartels

Bartels erlernte zunächst das Fleischerhandwerk und machte anschließend eine Hotelausbildung. Im Jahr 1929 kaufte Willi Bartels’ Vater Hermann an der Großen Freiheit zunächst das „Ballhaus Jungmühle“, das „Bikini“ sowie das schon damals legendäre „Hippodrom“. Zu den Gästen im Hippodrom gehörten viele der damaligen Berühmtheiten wie Curd Jürgens, Willy Birgel und Hans Albers. Dessen späterer Film „Große Freiheit Nr. 7“ (1944) machte das Hippodrom weit über die Stadtgrenzen Hamburgs bekannt. Im Jahr 1937 übernahm Bartels von seinem Vater das Vergnügungslokal „Tanzpalast“.
1943 heiratete Bartels seine Frau Gisela, eine ehemalige Tänzerin im „Trichter“, auf St. Pauli. Seine Tochter Barbara wurde noch im selben Jahr geboren, im Jahr 1946 folgte Sohn Michael.
In den folgenden Jahren investierte Bartels mehr und mehr in Immobilien. Er kaufte dabei vor allem Wohnungen, Häuser, Geschäfte und Hotels auf ganz St. Pauli. Zu seinen Hotels gehörten damals unter anderen die Hotels „Fürst Bismarck“, „Kronprinz“, „Eden“, „Senator“ und „Interrast“. Im Jahr 1967 sorgte Bartels für Schlagzeilen, als er an der Reeperbahn das „Eros Center“ eröffnete. Es galt lange Zeit als das „größte Freudenhaus der Welt“. Der Hamburger Senat hat die Eröffnung des „Eros Center“ sogar unterstützt, denn damit sollte eine Belästigung der Passanten durch die Prostituierten eingedämmt werden.
Der Plan, ein Restaurant-Schiff am Elbstrand bei Wittenbergen zu etablieren, scheiterte jedoch.
In den 1980er Jahren wandelte sich langsam das Gesicht von St. Pauli. Vor allem Albaner und andere Osteuropäer drängten immer mehr in die Geschäfte auf dem Kiez und versuchten, Grundstücke auf St. Pauli zu erwerben. Hierzu gehörte unter anderem auch Burim Osmani und seine Familie.
Im Laufe der Jahre wuchs sein Immobilienimperium weiter an. Zu den bekannteren Grundstücken und Gebäuden gehören unter anderen das Schmidts Tivoli, das Dollhouse, das Hotel Hafen Hamburg und das jüngste Projekt, das Empire Riverside Hotel auf dem Gelände der ehemaligen Bavaria-Brauerei, das nur wenige Tage vor Bartels’ Tod seine Einweihung feierte. Bartels war Mitglied des Wirtschaftsverbandes Interessengemeinschaft St. Pauli (heute Interessengemeinschaft St. Pauli und Hafenmeile e. V.) und Ehrenpräsident des Sankt-Pauli-Museums.
1971 sendete Radio Bremen in der Reihe Lebensläufe einen 45-minütigen Dokumentarfilm von Monika Schlecht über Willi Bartels mit dem Titel Der König von St. Pauli. Kamera: Peter Christian Koop, Schnitt: Barbara Hennings
1998 drehte der Regisseur Dieter Wedel in Anlehnung an das Leben von Willi Bartels den Fernsehmehrteiler Der König von St. Pauli. Bartels wollte zunächst gegen diese Verfilmung angehen, weil vieles in seinen Augen nicht der Realität entsprach.
Im Jahr 2000 starb Bartels’ Ehefrau Gisela. Seine Geschäfte hat Bartels an seine Enkelsöhne weitergegeben. Bartels’ Nachlass wurde auf einen Wert von über 500 Millionen Euro geschätzt.
Willi Bartels wurde neben seiner Ehefrau Gisela auf dem Nienstedtener Friedhof beigesetzt. 2010 wurde nach ihm die Willi-Bartels-Treppe benannt. Sie führt vom Hotel Hafen Hamburg hinunter zur Straßenkreuzung Helgoländer Allee/Bei den St. Pauli-Landungsbrücken/St. Pauli Hafenstraße.